# Стано Радоњић
Стано Радоњић са Његуша познат још под именом Станиша Попов, био је Радоњића-Станишића предак. Станиша Попов помиње се најприје 1682. године у натпису на митри у ризници на Цетињу, где се каже: „да је митра скована трудом и платом Станише Попова, од васи Његуша“ поменуте године или у преводу: Митра је сачињена трудом и новцем Станише Попова, и од свих Његуша.
Зна се поуздано, да је поп Станиша Попов био уједно и војвода и да је послије постао сердар. То је сердарство било послије наследно и у његову потомству сердар и поп Вук (код владике Василија: „Волк“) Радонић, који се помиње као савременик владике Данила, био је један од његових синова, а „сердар Станиша Радонић“, који се именује у једном запису из 1748. године, био је један од унука Станише Попова.
У народној песми о догађајима из времена око 1719. године, помињу се Станишићи: „Станишића кула“ и „Станишића Вуче“). Огранак Станишића су Гувернадуровићи, који су се прозвали тако по гувернадурима Станиславу Радоњићу (сину сердара поп-Вука Станишина Радоњића) и синовима његовим, најприје Вукајлу Радоњићу, а затим Јовану Радоњићу, чији је син Вуколај Радоњић био такође гувернадур до 1832. године.

### Писани трагови
- Војводу, сердара Станишу (Стана) Радоњића је 1718. године општаство (народ) црногорско поставило за врховног сердара. За њим сина његова Вукосава, па онда другог сина Вукосављевог Станише Вуколаја, а послије Вуколаја његова сина Станислава (први од Радоњића који је постављен за црногорског гувернадура). По сердару Станиши Радоњићу, чланови породице Радоњић негда се зову и Станишићи, као што на пр. митрополит Василије у једној својој представци од 27. новембра 1757, зове Станислава Радоњића - Стано Станишић, који је био унук „врховног Сердара“ Станише Радоњића.
- Сердар Станиша је имао четири сина: кнез сердара Вукосава, кнез сердара Вуколаја, кнез сердара попа Јову (Јоко Станишић) и кнез Марка. (Сердар поп Јоко се помиње у једном извјештају главног далматинског провидура Долфија из 1739. године „... Други од тих сердара (т.ј. Јоко Станишић) човјек је оштроуман и вриједан, и потчинио је свом утицају највећи дио главара тако, да управо он влада Црногорцима, и то деспотски“.)
- Син Станов, Вукосав (Вук Станишић) помиње се и у пјесми "Вук Станишић и Бег Љубовић", о којој се држи да пева догађаје из времена 1719. године, Ружица ћерка кнеза Николе, од Грахова, која је била примила прстен од Станишића Вука, враћа веренику прстен и прима други од бега Љубовића:

О, Ружице, кнежева ђевојко! „О ли, цуро, мене послушати: „Тако тебе добра срећа била, „Немо узет од Његуша Вука, „Е ти дајем турску вјеру тврду: „Ако узмеш Станишића Вука, „Одвешће те у племе Његуше...
То се чуло ломној Гори Црној ; На Његуше, мјесту господскоме, На бијелу Станишића кулу; То зачуо Станишића Вуче, Како чуо на ноге скочио, А на млађе вику учинио: „Хитро, слуге, на ноге устајте! И дебела коња наредише, Ма ни Вуче не сједи залуду, Но се спреми на бијелу кулу, На се меће господско ођело;"...
- Препис приложничког натписа на (десној) пријестолној икони „Исус Христос са апостолима“ у цркви Св. Госпође на Његушима, 76,5 х 113 cm, рад Максима Тујковића из 1720. године који гласи: „Сију икону писаше синови Станише Попова: Вукосав, поп Вуко, Иово и Марко, да (душу) почившима (покојнима) оцу Станиши и мајци Стани... Бог да их прости“. Овде се, дакле ради о синовима попа Станише Радоњића, од којих је поп Вуко отац каснијега црногорскога гувернадура Станислава или Стана који се спомиње у приложничком натпису сликара Рафаила Димитријевића из 1756. године у истој цркви и на истом иконостасу. Поп Станиша попов је иначе син попа Вучете Радоњинога, а брат попа Николе - Жутога и Рада. Управо од ова три брата - попа Станише, попа Николе Жутога и Рада, Радоњићи се дијеле на Станишиће-Гувернадуровиће, Жутковиће и Радовиће.
- Иначе овај, умјетнички изузетно вриједни иконостас цркве Св. Госпођа на Његушима Рајичевићи, која је и тада била саборна црква свих Његуша, средином осамдесетих година прошлога вијека је замијењен новим. Посљедњи материјални траг гувернадура Радоњића (изузимајући у архивима сачувану преписку и то не сву) је уништен.
- Уједном запису такође налазимо: „Стано је син попа Вучете, а унук Радоњин по коме ова породица носи презиме Радоњић. Поменути Радоња је био ожењен са ћерком ћерке краљице Јелене “.